# بخش لیکسله
بخش لیکسله (به سوئدی: Lycksele kommun) یک ناحیه شهری در سوئد است که در شهرستان وستربوتن واقع شده‌است.

## خواهرخوانده
شهرهای Mosjøen و Ähtäri خواهرخوانده‌های بخش لیکسله هستند.